# クル・マサール県

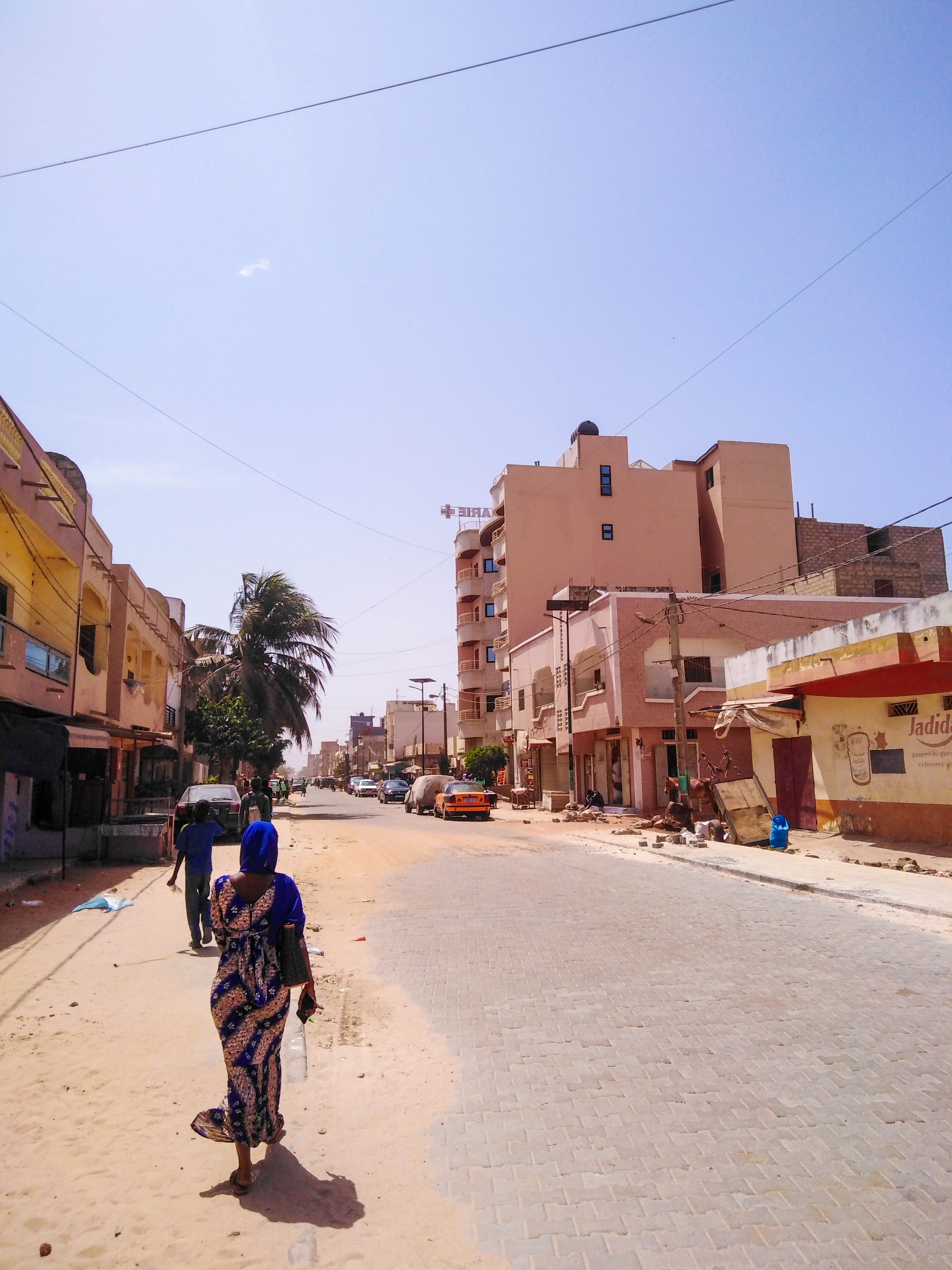
クル・マサールの通り

クル・マサール県（フランス語: Département de Keur Massar）は、セネガルのダカール州に属する県。国土西部のヴェルデ岬にあり、州北東部に位置する。県庁所在地は北クル・マサール。
東をリュフィスク県、南をピキン県、西をゲジャワイ県と接する。人口は約77万人（2023年国勢調査 ）。県知事はBabacar Gueye（任期: 2022年-2027年）。

## 歴史
ピキン県のNiayes郡を前身とする。
2021年5月28日、2021-687号法案によってクル・マサール県が設立された。セネガルでは46番目に設立された県である。

## 行政区画
クル・マサール県は3郡に分けられ、郡はさらに6コミューンに分けられる。
- Jaxaay郡
  - Jaxaay-Parcelles
  - 南クル・マサール（ドイツ語版）（Keur Massar Sud）

- マリカ郡（Malika）
  - 北クル・マサール（フランス語版）（Keur Massar Nord）
  - マリカ（フランス語版）（Malika）

- Yeumbeul郡
  - Yeumbeul Nord
  - Yeumbeul Sud